# John Cheruiyot Korir
John Cheruiyot Korir (* 13. Dezember 1981 in Kiramwok bei Merigi, Distrikt Bomet, Provinz Rift Valley) ist ein kenianischer Langstreckenläufer.
Korir begann in der Grundschule mit dem Laufen und siegte im dritten Jahr der Oberschule bei den nationalen Schulmeisterschaften im Crosslauf und über 10.000 Meter. Ein Jahr nach seinem Abschluss an der Merigi Secondary School wurde er vom italienischen Manager Gianni Demadonna unter Vertrag genommen. 2000 gewann er Bronze beim Juniorenrennen den Crosslauf-Weltmeisterschaften in Vilamoura und gewann die Olympiaausscheidung für den 10.000-Meter-Lauf in 27:48,42 min, was eine Weltbestzeit für Höhenlagen darstellte. Bei den Spielen in Sydney wurde er Fünfter.
2001 wurde er im Crosslauf kenianischer Meister und über 10.000 Meter Vizemeister hinter Charles Waweru Kamathi und Achter bei den Leichtathletik-Weltmeisterschaften in Edmonton. Im selben Jahr ließ er sich von der kenianischen Armee rekrutieren.
Nach seiner Grundausbildung kehrte er bei den kenianischen Meisterschaften ins Wettkampfgeschehen zurück und wurde erneut Zweiter über 10.000 Meter, diesmal hinter Paul Malakwen Kosgei. Über dieselbe Distanz verpasste er als Vierter knapp eine Medaille bei den Commonwealth Games in Manchester, holte Silber bei den Afrikameisterschaften in Radès und wurde Militärweltmeister.
2003 wurde er kenianischer Crosslauf- und 10.000-Meter-Meister. Bei den Crosslauf-Weltmeisterschaften in Lausanne belegte er den sechsten, beim 10.000-Meter-Lauf den Leichtathletik-Weltmeisterschaften in Paris/Saint-Denis den fünften und bei den Halbmarathon-Weltmeisterschaften in Vilamoura den vierten Platz. 
Auch 2004 platzierte er sich im Vorderfeld der internationalen Meisterschaften, ohne jedoch eine Medaille zu erringen. Bei den Olympischen Spielen in Athen wurde er Sechster und bei den Halbmarathon-Weltmeisterschaften in Neu-Delhi erneut Vierter.
2005 wurde er Neunter bei den Crosslauf-Weltmeisterschaften in Saint-Galmier und 2006 Vierter über 10.000 Meter bei den Afrikameisterschaften in Bambous.
Korir ist 1,72 m groß und wiegt 57 kg. Er gehört zur Ethnie der Kalenjin und ist das älteste von fünf Geschwistern einer Familie, die vom Teeanbau lebt. Korir lebt in Kiramwok und in Ngong, wo die kenianische Armee ein Trainingslager unterhält. Sein Trainer ist Renato Canova.

## Persönliche Bestzeiten
- 3000 m: 7:43,35 min, 10. Juni 2000, Turin
- 5000 m: 13:09,58 min, 11. August 2000, Zürich
- 10.000 m: 26:52,87 min, 30. August 2002, Brüssel
- 10-km-Straßenlauf: 27:49 min, 26. März 2005, New Orleans
- Halbmarathon: 1:00:47 h, 3. April 2004, Mailand